# Ciudad Encantada
Ciudad Encantada (Začarované město) je krasové chráněné území ve Španělsku. Leží na pravém břehu řeky Júcar nedaleko vesnice Valdecabras v provincii Cuenca. Nadmořská výška místa se pohybuje okolo 1400 m. Na ploše zhruba 250 hektarů se zde nacházejí různé bizarní skalní útvary vytvořené erozí.
Kras pochází z období křídy, kdy se na dně moře Tethys ukládal uhličitan vápenatý. Alpinské vrásnění pak vyzvedlo oblast nad mořskou hladinu, načež byly vápencové a dolomitové skály formovány větrem a vodou. Četné jsou zde skalní hřiby, další skaliska dostala podle svého tvaru název „Lidská tvář“, „Hroch“, „Tuleň“, „Římský most“, „Milenci z Teruelu“ apod. Jsou zde také k vidění škrapy, závrty a kamenná moře. Skály jsou obklopeny borovým lesem, žije zde jelen evropský, kuna skalní, červenka obecná, sýkora parukářka a ještěrka perlová. Mezi skalami se pohybují stáda pasoucích se ovcí.
Oblast byla 11. června 1929 vyhlášena chráněnou přírodní památkou a v roce 2007 se stala součástí přírodního parku Serranía de Cuenca. Skalní labyrint je přístupný veřejnosti po zaplacení vstupného a vede jím značená stezka.
Podle místní legendy zde zemřel Viriathus a jeho popel byl rozptýlen mezi skalisky. Federico García Lorca věnoval tomuto místu báseň El poeta pregunta a su amor por la Ciudad Encantada de Cuenca. Zdejší prostředí bylo využito při natáčení filmů Rhodský kolos, Barbar Conan a Jeden svět nestačí.

## Galerie

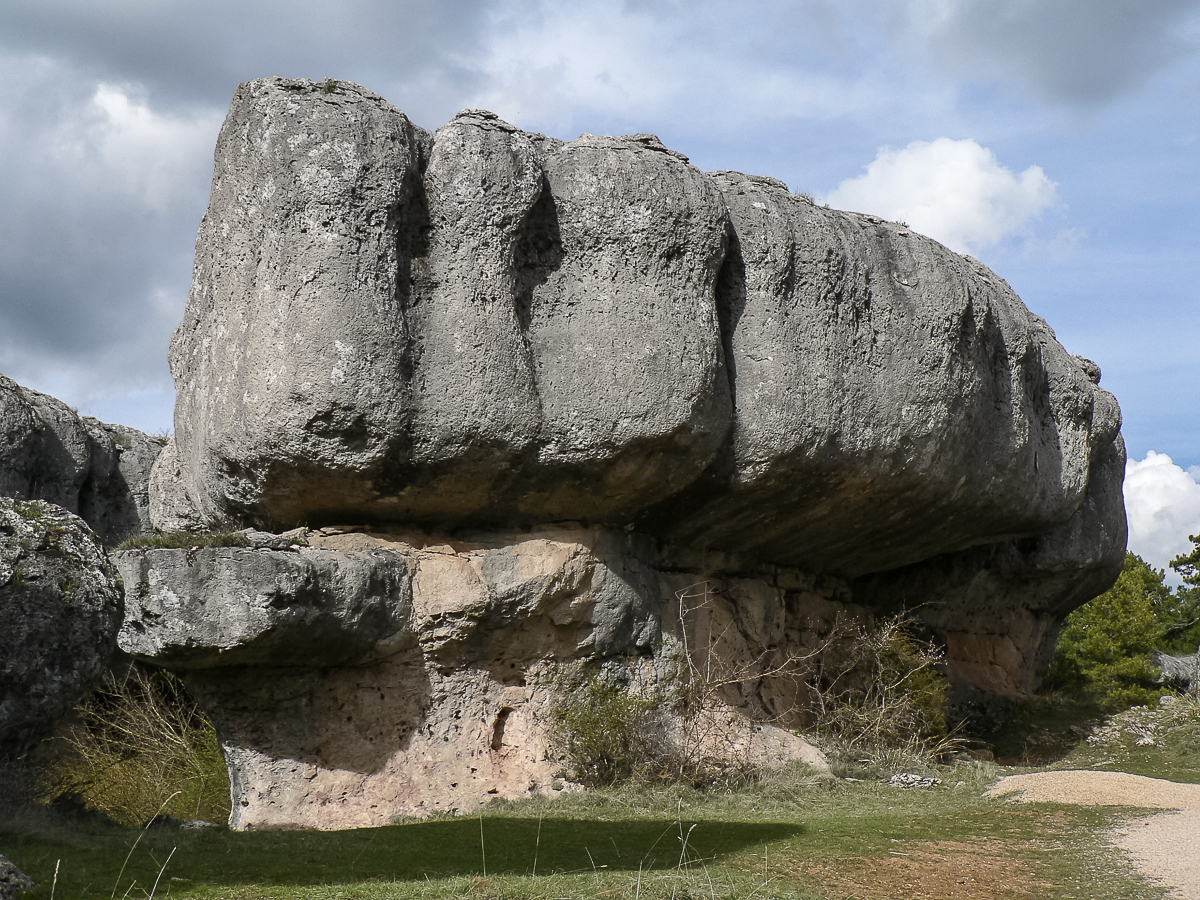
Skalní stěna
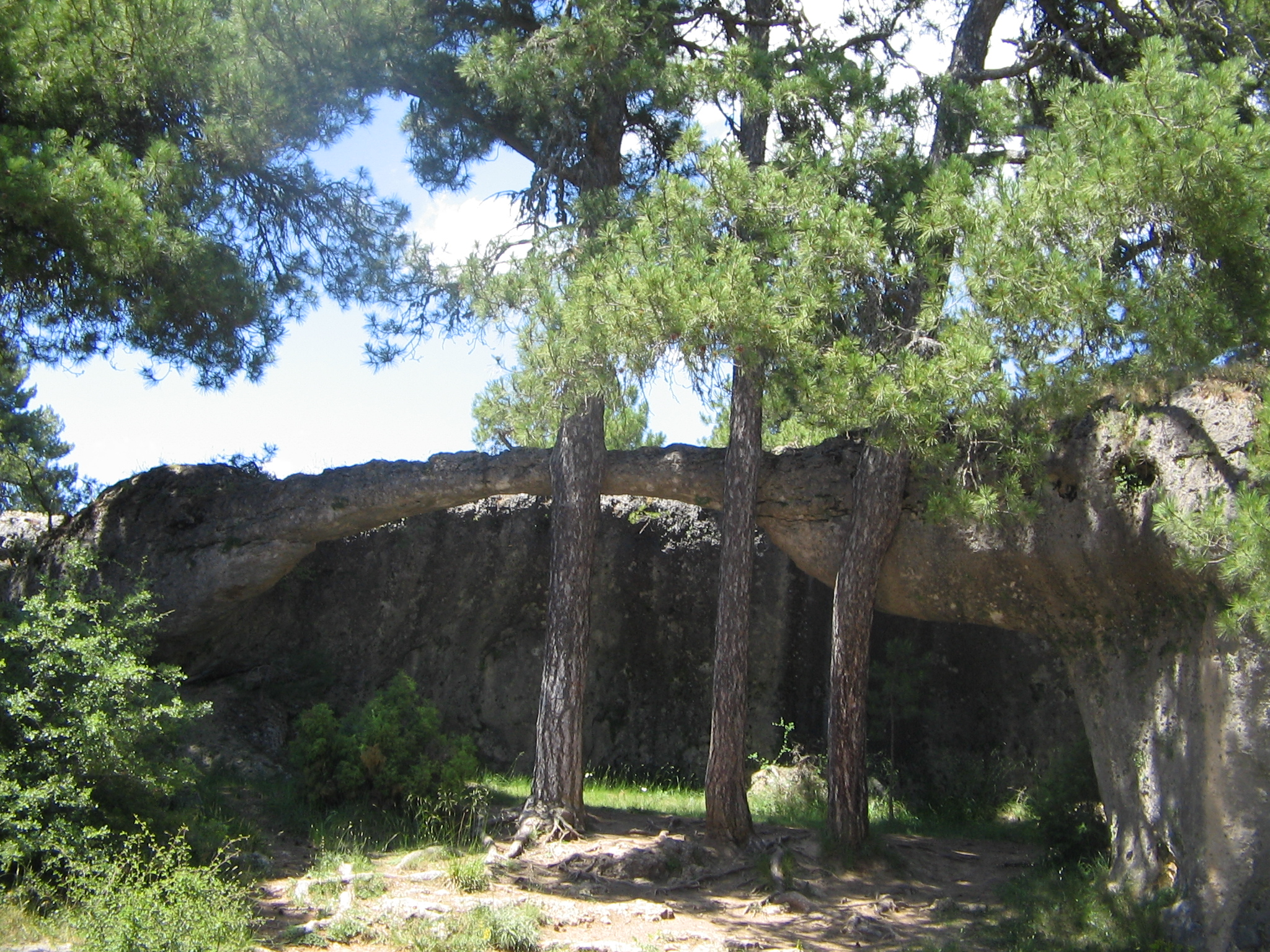
Boj slona s krokodýlem
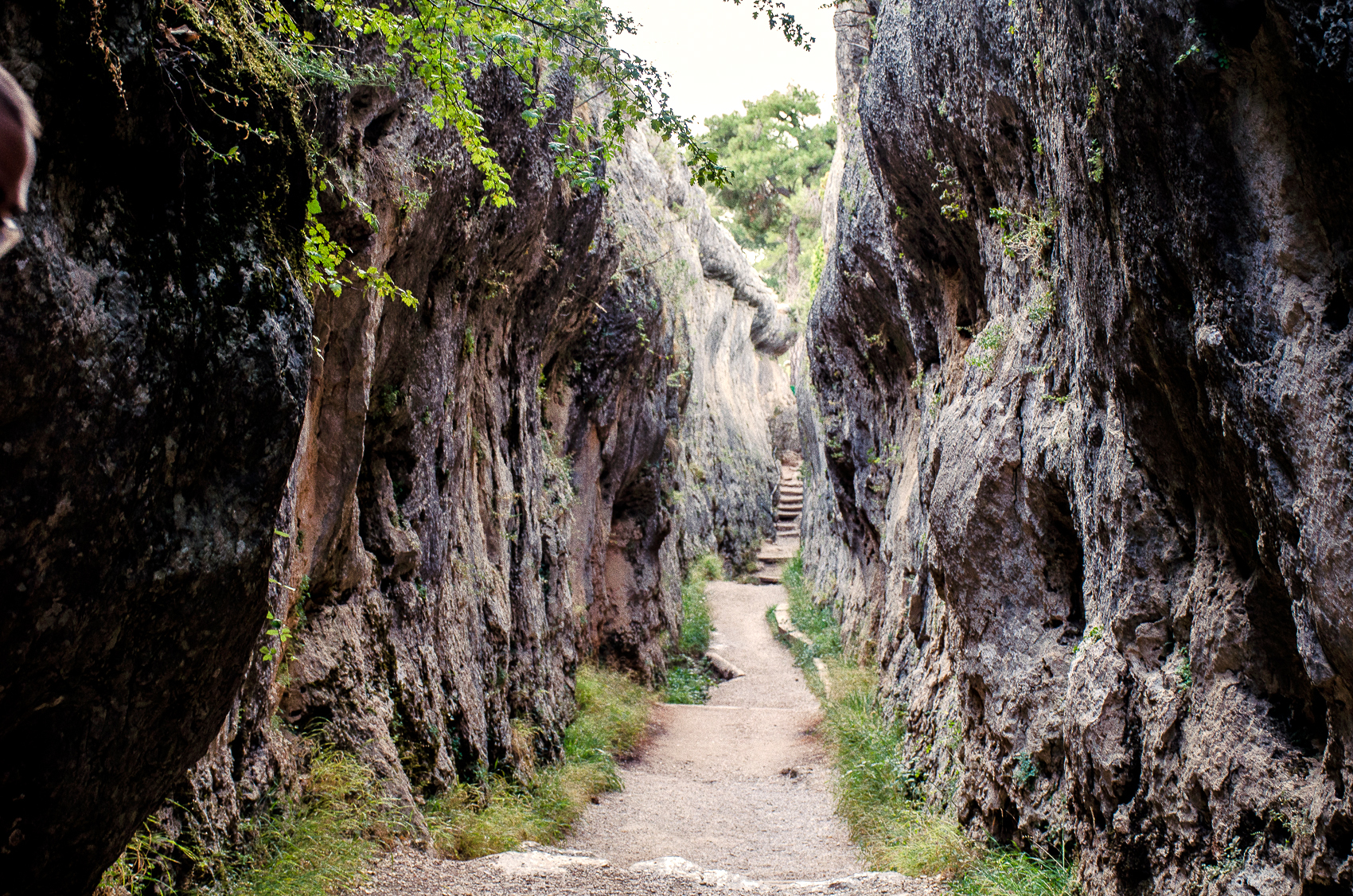
Tobogán